# Helmholtzstraße 12 (Weimar)

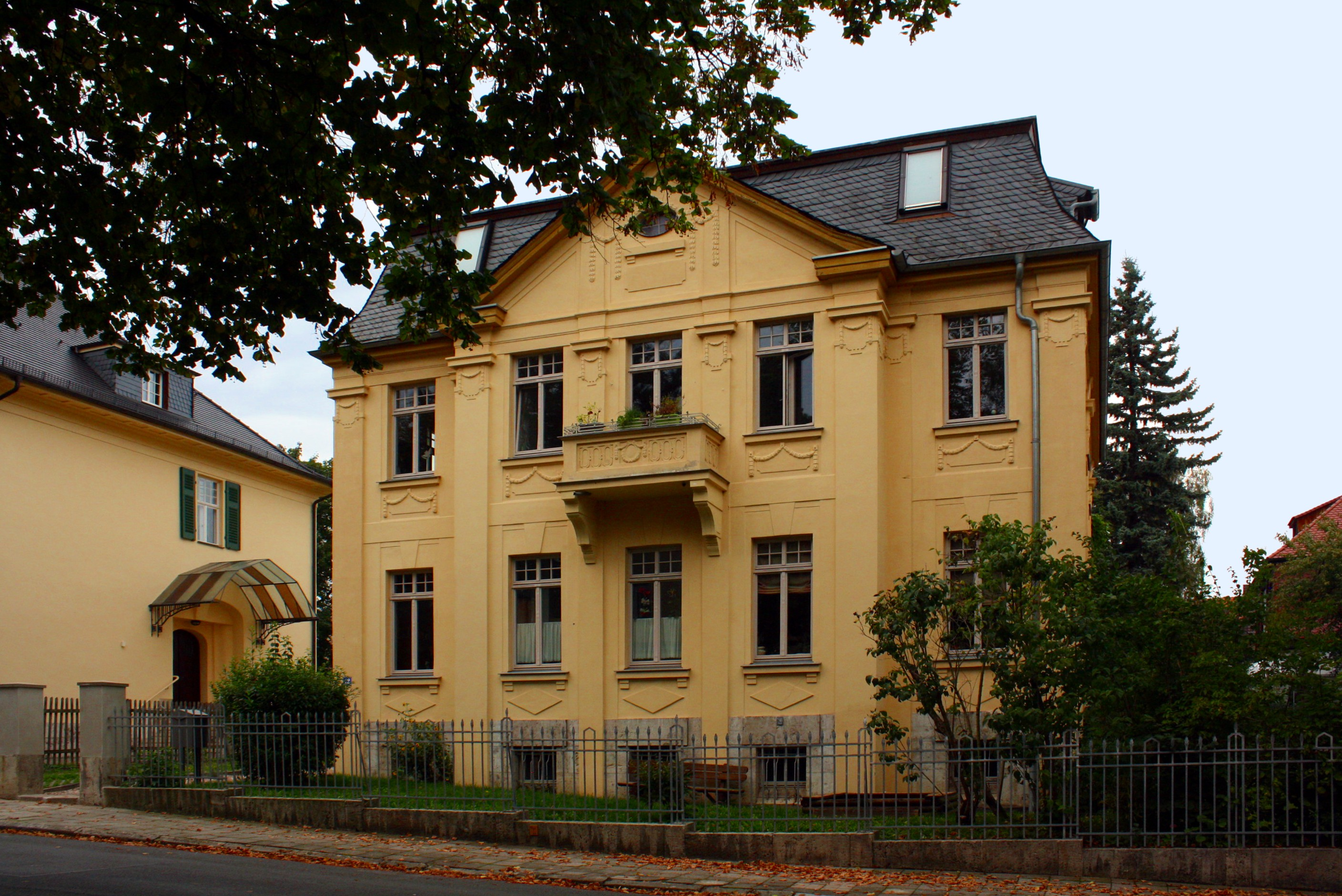
Helmholtzstraße 12 Weimar

Das denkmalgeschützte Haus Helmholtzstraße 12,12a ist eine 1905/06 entstandene Villa in Weimar.
Bauherr war der Rittmeister Alfred von Rüdiger. Dieser ließ sie nach den Plänen des Architekten Bruno Röhr errichten. Die fünfachsige Villa besitzt einen dreiachsigen Mittelrisaliten mit dreieckigen Dachgiebel am Mansarddach. Sie weist alle Merkmale des Späthistorismus auf. Mit dem Haupthaus entstand zeitgleich auch eine Remise. Durch einen schmalen Vorgarten ist der Bau von der Straßenflucht getrennt. Der Hauseingang befindet sich auf der Westseite.